# Stomatorhinus
Stomatorhinus is een geslacht van straalvinnige vissen uit de familie van de tapirvissen (Mormyridae).

## Soorten
- Stomatorhinus ater Pellegrin, 1924
- Stomatorhinus corneti Boulenger, 1899
- Stomatorhinus fuliginosus Poll, 1941
- Stomatorhinus humilior Boulenger, 1899
- Stomatorhinus ivindoensis Sullivan & Hopkins, 2005
- Stomatorhinus kununguensis Poll, 1945
- Stomatorhinus microps Boulenger, 1898
- Stomatorhinus patrizii Vinciguerra, 1928
- Stomatorhinus polli Matthes, 1964
- Stomatorhinus polylepis Boulenger, 1899
- Stomatorhinus puncticulatus Boulenger, 1899
- Stomatorhinus schoutedeni Poll, 1945
- Stomatorhinus walkeri (Günther, 1867)